# La Cellette (Puy-de-Dôme)
La Cellette ist eine französische Gemeinde mit 167 Einwohnern (Stand 1. Januar 2022) im Département Puy-de-Dôme in der Region Auvergne-Rhône-Alpes (vor 2016 Auvergne). Sie gehört zum Arrondissement Riom und zum Kanton Saint-Éloy-les-Mines. 

## Lage
La Cellette liegt etwa 34 Kilometer nordwestlich von Riom und etwa 51 Kilometer nordwestlich von Clermont-Ferrand. Umgeben wird La Cellette von den Nachbargemeinden Pionsat im Norden und Westen, Le Quartier im Osten und Nordosten, Gouttières im Südosten sowie Saint-Maigner im Süden und Westen.

## Bevölkerungsentwicklung
| Jahr                       | 1962 | 1968 | 1975 | 1982 | 1990 | 1999 | 2006 | 2013 | 2020 |
| Einwohner                  | 226  | 201  | 181  | 159  | 147  | 143  | 162  | 172  | 162  |
| Quellen: Cassini und INSEE |      |      |      |      |      |      |      |      |      |

## Sehenswürdigkeiten

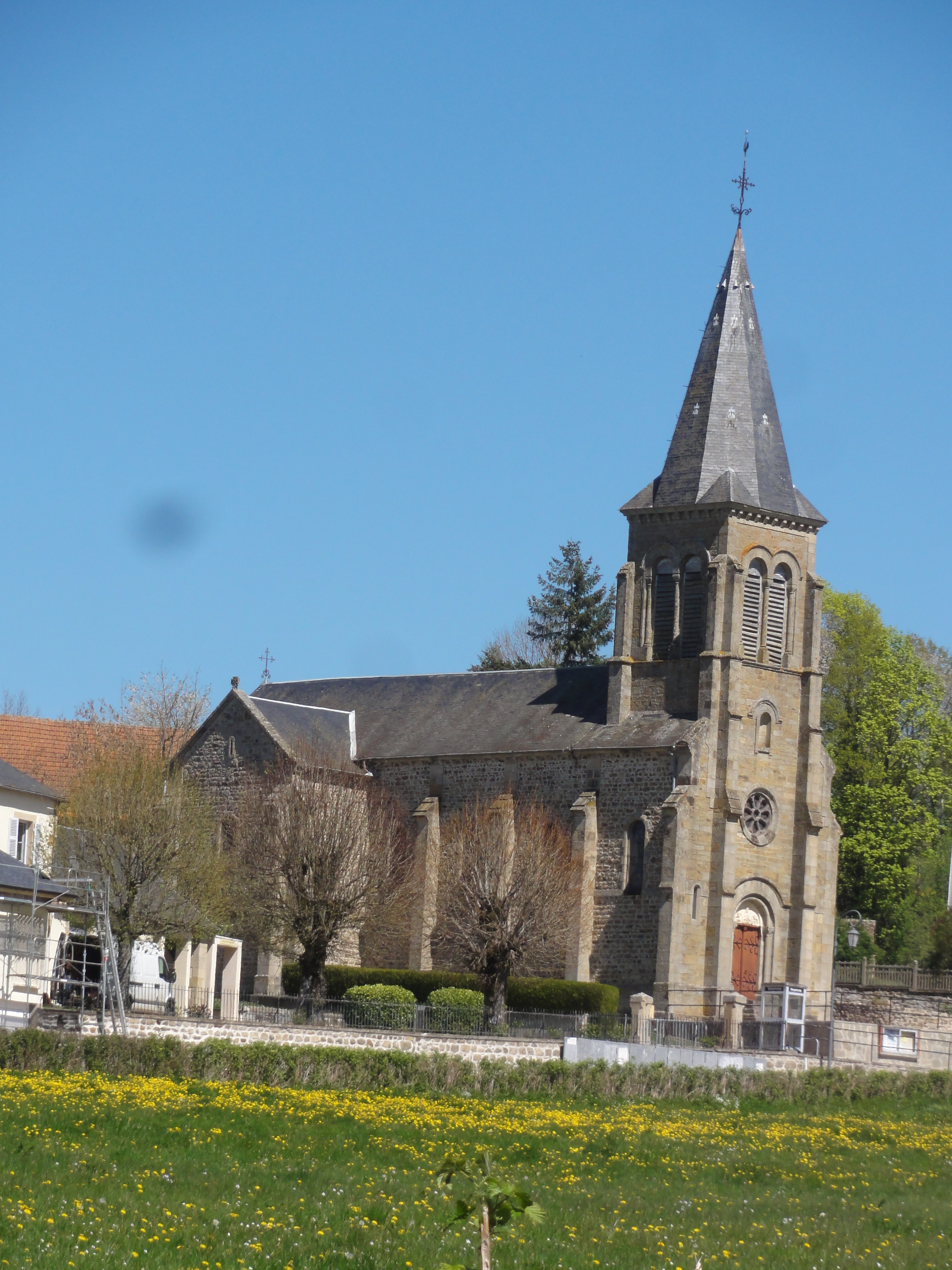
Kirche Saint-Avit-1er

- Kirche Saint-Avit-1er